# Vagator
Vagator est un village de l'État de Goa en Inde, surtout connu pour son bord de mer appelé Vagator Beach.

## Géographie
La plage de Vagator est située au nord de l'État de Goa, à 22 kilomètres de Panaji, à l'extrémité nord de la Taluka de Bardez.

## Lieux et monuments

### La plage d'Anjuna
Une des plages les plus proches et parmi les plus connues est celle d'Anjuna. Pendant longtemps réputée pour ses soirées branchées, la plage change aujourd'hui de visage tandis que Goa s'ouvre au tourisme de masse. Le nouveau gouvernement a d'ailleurs interdit les rave parties.

### Le visage deShiva

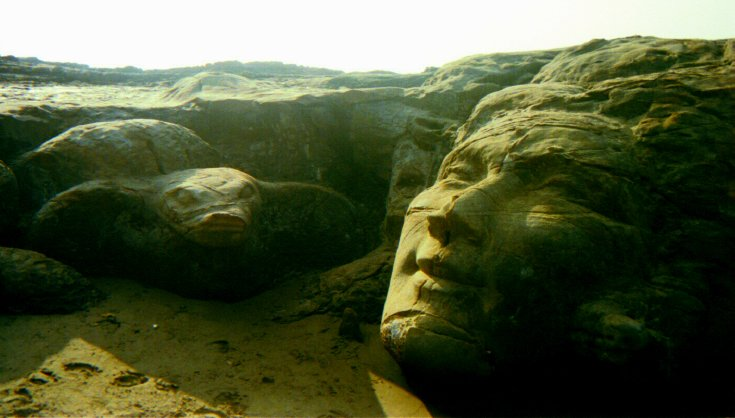
Sculpture du visage de Shiva

Œuvre sculptée dans la pierre par un artiste italien debut des années 90 , jungle caroli